# Han Jingdi
Han Jingdi (kinesiska: 汉景帝, Hàn Jǐngdì), född 188 f.Kr., död 141 f.Kr., var kejsare under den kinesiska Handynastin (206 f.Kr.–220) och regerade från 157 f.Kr. fram till sin död 141 f.Kr. Han Jingdi var son till sin företrädare kejsare Wendi. Kejsare Jingdi styrde Kina, liksom sin far, under en lugn och fredlig tid. Låga skatter och utbyggnad av infrastrukturen utan att överdriva dagarbeten för befolkningen karakteriserade styret. Han Jingdi efterträddes av sin far kejsare Wudi. Kejsare Jingdi begravdes efter sin död i sitt mausoleum Han Yangling.